# 河內醫科大學
河内医科大学（越南语：／?，簡稱：HMU）位於河內，是越南最古老的大学。大學于1902年由法国人在法国殖民时期以「印度支那医学院」之名成立。大學的第一任校长是亞歷山大·耶爾森，他是腺鼠疫或害虫的杆菌发现者之一，故此鼠疫桿菌的正式學名是以耶赫森氏菌命名。
河內國家公園被认为是越南最著名的医科大学，故此大學入學考试的竞争向來都非常激烈。过去，它是全越南唯一一所招收学生的医科大学。长期以来，它一直是唯一一所没有在大學入學考試期间申请「地区优先」的大学（即农村或貧困地区的学生，希望可獲「地区加分」，必须申請其他医科大学）。

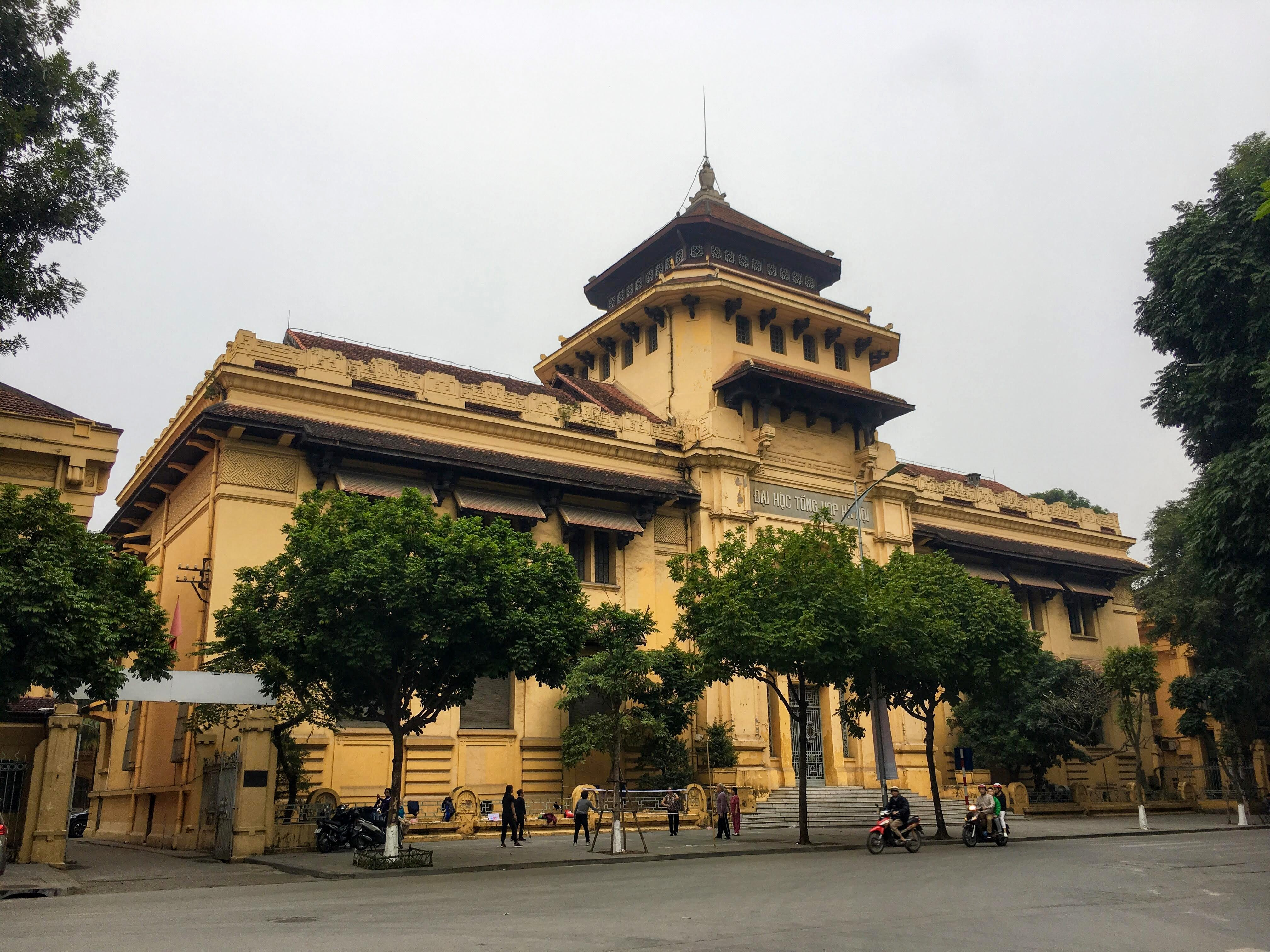
河內醫科大學原建筑，现为越南河內国立大学

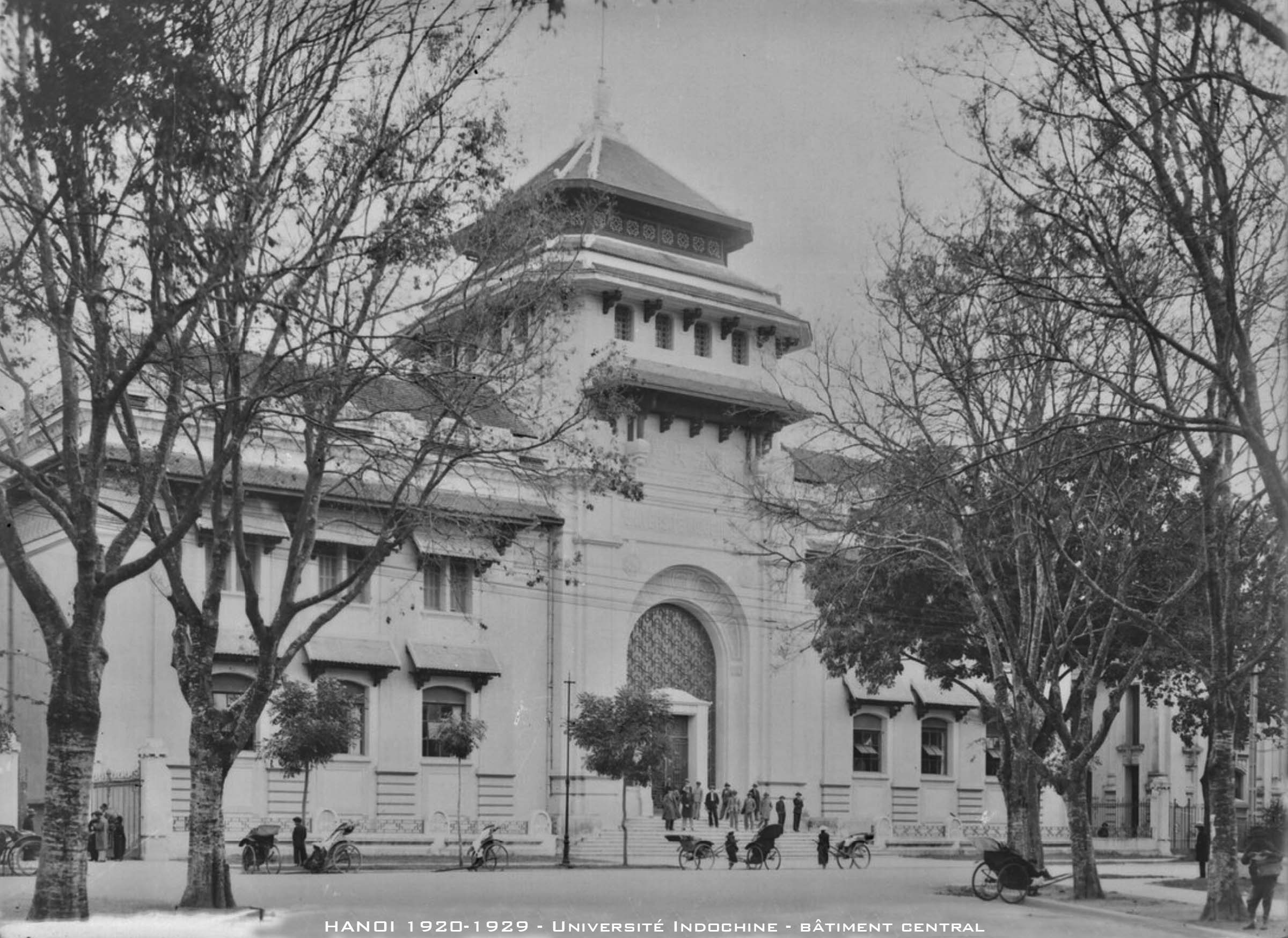
1900年代初期的印度支那医学院

## 外部連結
- 河内医科大学官方网站 （页面存档备份，存于）